# Pachnoda
Pachnoda Burmeister, 1842, è un genere di insetti coleotteri, appartenenti alla famiglia degli scarabeidi (sottofamiglia Cetoniinae), diffuso in Africa.

## Descrizione

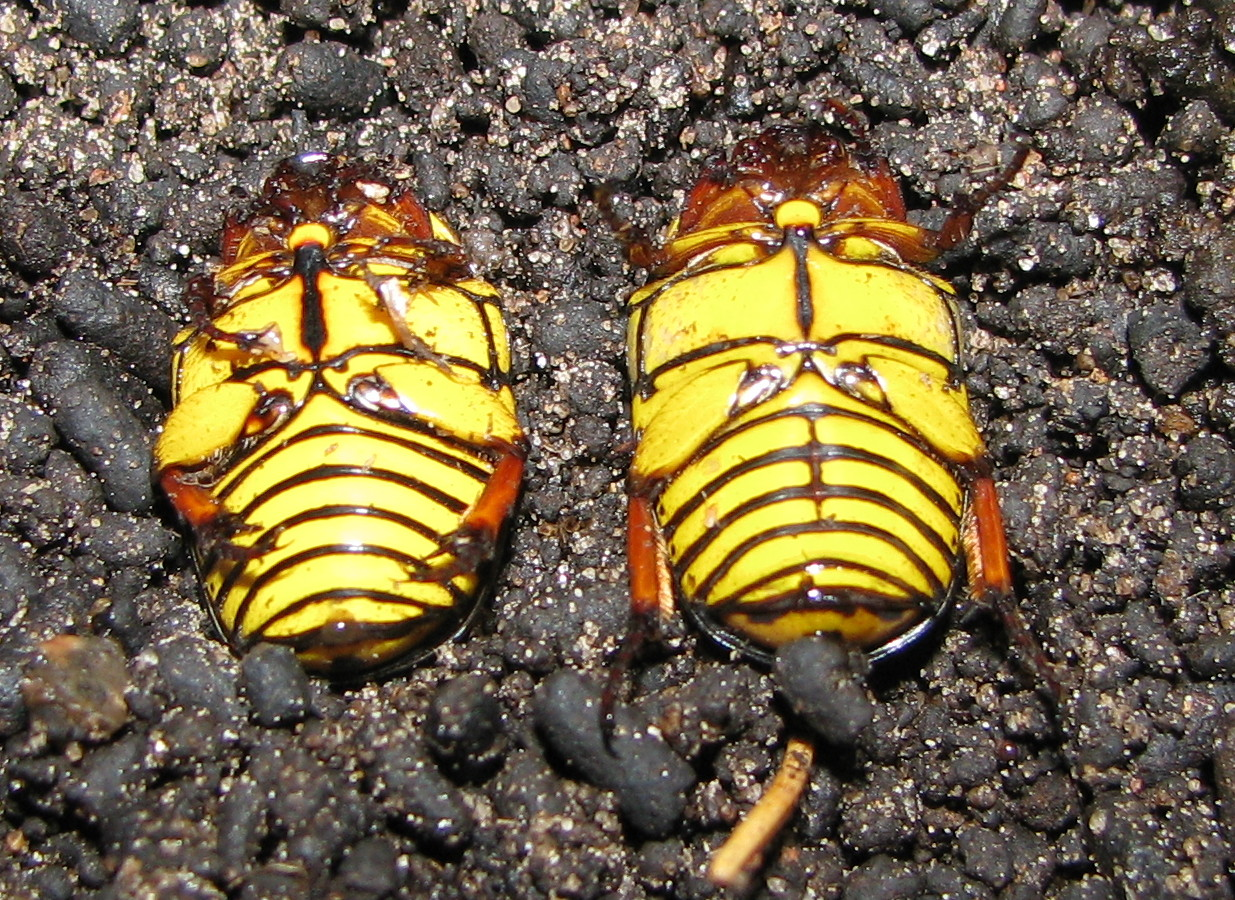
Pachnoda cordata il maschio a destra con solco ventrale

Si tratta di insetti di dimensioni medio-piccole che si aggirano tra i 12 e i 28 mm.
La forma è quella tipica dei cetoniini, e non vi è grande dimorfismo sessuale, l'unico particolare che differenzia esternamente il maschio è la presenza di un solco non molto profondo sul ventre, che nella femmina non è visibile.
I colori sono spesso accesi e contrastanti, con livree frequentemente nere macchiate di giallo, rosso o verde.
Il genere si caratterizza per la presenza di alcuni lobi interni all'edeago.
Le larve sono di colore bianco, con capo giallastro o marroncino. 
Prima di arrivare allo stadio adulto attraversano tre stadi da larva, e uno da pupa.
Le larve si nutrono di sostanza organica in decomposizione nel terreno, mentre gli adulti sono abituali frequentatori dei fiori, ma si nutrono anche di frutti zuccherini.

## Rapporti con l'uomo
Le specie di questo genere sono spesso presenti nelle collezioni entomologiche, soprattutto per i loro bei colori, ma anche per la facilità con la quale alcune di esse vengono allevate.
Infatti è proprio uno di questi coleotteri, la Pachnoda marginata, ad essere uno dei più comuni insetti da terrario, ed è uno dei primi scarabeidi ad essere stato allevato.
Alcune specie sono state segnalate come nocive nei paesi d'origine, per alcune colture tropicali come mango e miglio.

## Tassonomia
Di seguito alcune delle specie:
- Pachnoda abyssinica
- Pachnoda cordata
- Pachnoda discolor
- Pachnoda elegantissima
- Pachnoda ephippiata
- Pachnoda fasciata
- Pachnoda helleri
- Pachnoda interrupta

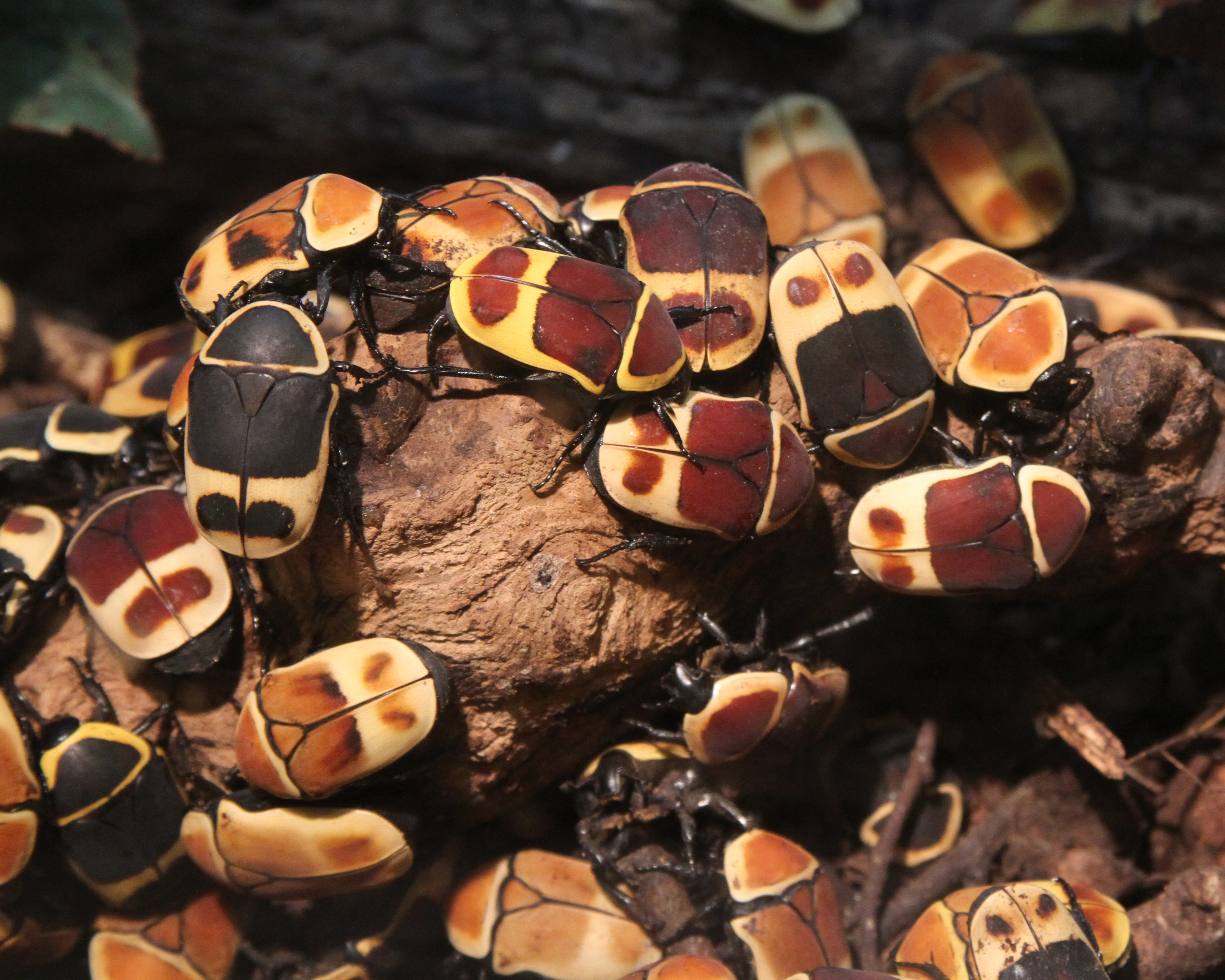
Pachnoda marginata peregrina

- Pachnoda marginata la più diffusa in allevamento, soprattutto con la sottospecie P.m.peregrina
- Pachnoda massajae
- Pachnoda mastrucata
- Pachnoda savigny
- Pachnoda sinuata
- Pachnoda stehelini
- Pachnoda thoracica
- Pachnoda tridentata
- Pachnoda trimaculata